# Badia a Passignano (Barberino Tavarnelle)
Badia a Passignano (zum Teil auch nur Passignano) ist eine Fraktion der  italienischen Gemeinde Barberino Tavarnelle in der Metropolitanstadt Florenz, Region Toskana.

## Geografie
Der Ort liegt ca. 6 km nordöstlich von Tavarnelle Val di Pesa und etwa 20 km südlich der Provinz- und Regionalhauptstadt (Metropolitanstadt) Florenz im westlichen Teil des Chianti fiorentino und im Tal des Pesa (Val di Pesa). Der Fluss Pesa fließt ca. 2 km südlich. Der Ort liegt bei 341 m s.l.m. und hatte 2001 ca. 52 Einwohner. 2011 hatte der Ort 40 Einwohner. Nächstgelegener Ort ist Sambuca Val di Pesa (ebenfalls Barberino Tavarnelle, etwa 2 km südwestlich).

## Geschichte
Der heutige Ortsteil von Barberino Tavarnelle entstand um die 1049 von Johannes Gualbertus gegründete Abtei Abbazia di San Michele Arcangelo a Passignano. Bis zum Zusammenschluss der Gemeinden Barberino Val d’Elsa und Tavarnelle Val di Pesa am 1. Januar 2019 gehörte der Ort als Fraktion zu der ehemaligen Gemeinde Tavarnelle Val di Pesa.

## Sehenswürdigkeiten

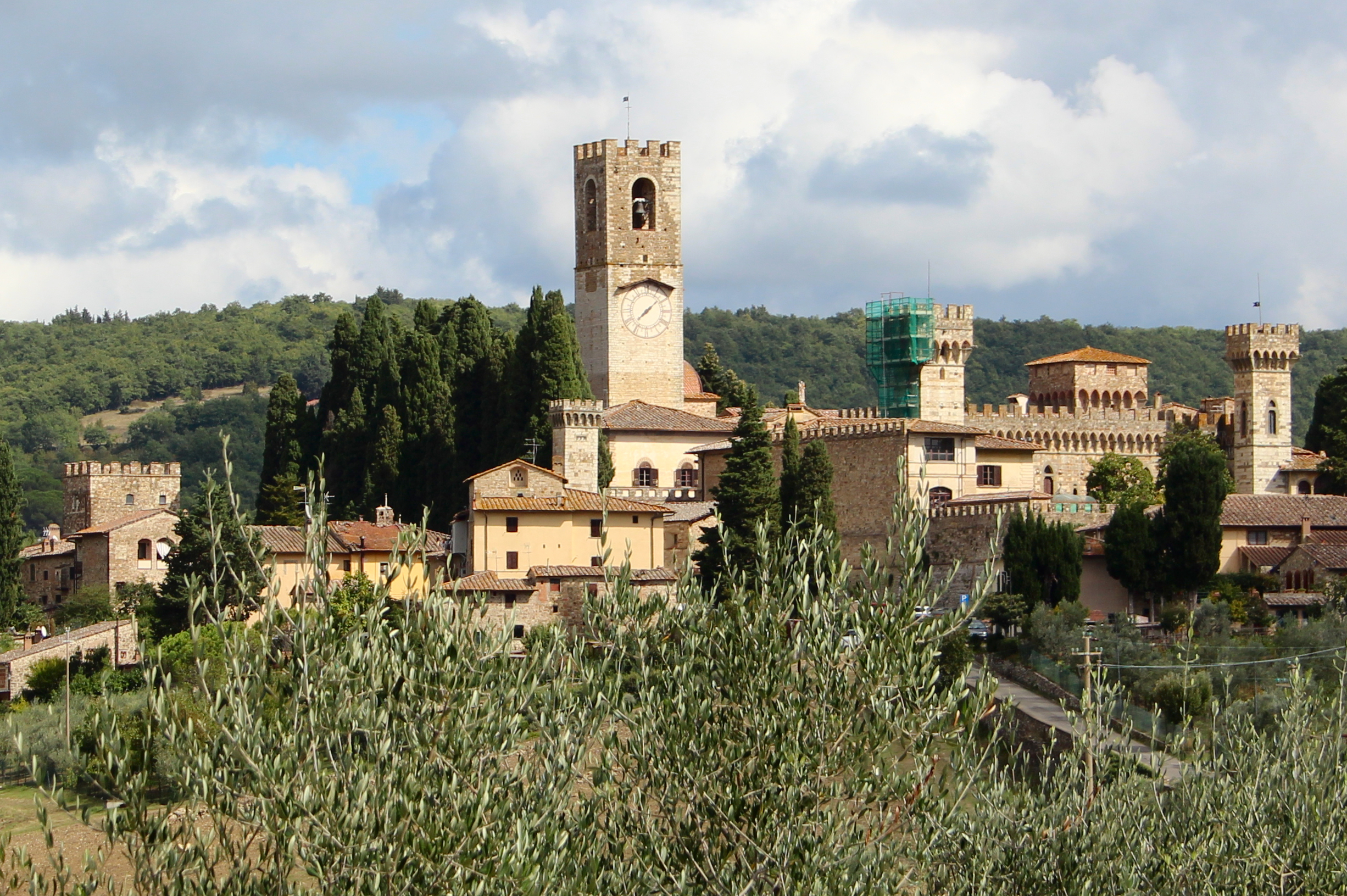
Die Abtei San Michele Arcangelo a Passignano

- Abbazia di San Michele Arcangelo a Passignano, Abtei der Vallombrosaner, die 1049 gegründet wurde.[3]
- San Biagio, Pfarrkirche des Ortes, die der Abtei anliegt, sich aber zum Ort öffnet. Bis ins 14. Jahrhundert war sie als Pfarrei mehrmals mit Sant’Andrea al Poggio a Vento zusammengelegt.[1] Die Kirche entstand 1080 und besteht in ihrer heutigen Form seit dem Umbau von 1335 bis 1340. Die beiden Freskenzirkel, 1488 entstanden,[3] werden Filippo di Antonio Filippelli (* Badia a Passignano, 1460–1506) zugeschrieben. Sie wurden im 17. Jahrhundert überdeckt und 1892 wiederentdeckt.[5] Am Altar befindet sich ein Antependium auf Stuckmarmor aus dem Jahr 1698.[3]
- Cappella del Morandello, Kapelle kurz südlich des Ortes, die 1584 durch die Compagnia di San Giovanni Gualberto und den Abt der Abtei San Michele entstand. Sie ist der Mariä Verkündigung und dem Erzengel Gabriel geweiht.[6]
- Cappella dei Pesci (Kapelle der Fische), Kapelle etwa 1 km nordöstlich, die 1510 durch Don Jacopo Mindria da Bibbiena entstand. Der Legende nach sendete Johannes Gualbertus hier 1050 anlässlich des Besuches von Papst Leo IX. Mönche aus, um Fische an einer Stelle zu fangen, an der noch nie welche gefunden wurden. Sie fanden zwei.[7]
- Sant’Andrea (Sant’Andrea a Poggio al Vento), Kapelle etwa 1 km südöstlich in der Località Poggio al Vento. Mehrmals war sie als Pfarrei mit der von San Biagio vereint.[1] Erstmals dokumentiert wurde die von den Mönchen von San Michele gewollte Kapelle 1179 und enthält zwei Fresken. Das am Altar wird Filippo Di Antonio Filippelli zugeschrieben, das im heutigen Nebenraum ist unbekannter Herkunft. Die Kapelle wurde im 20. Jahrhundert verkleinert.[8]

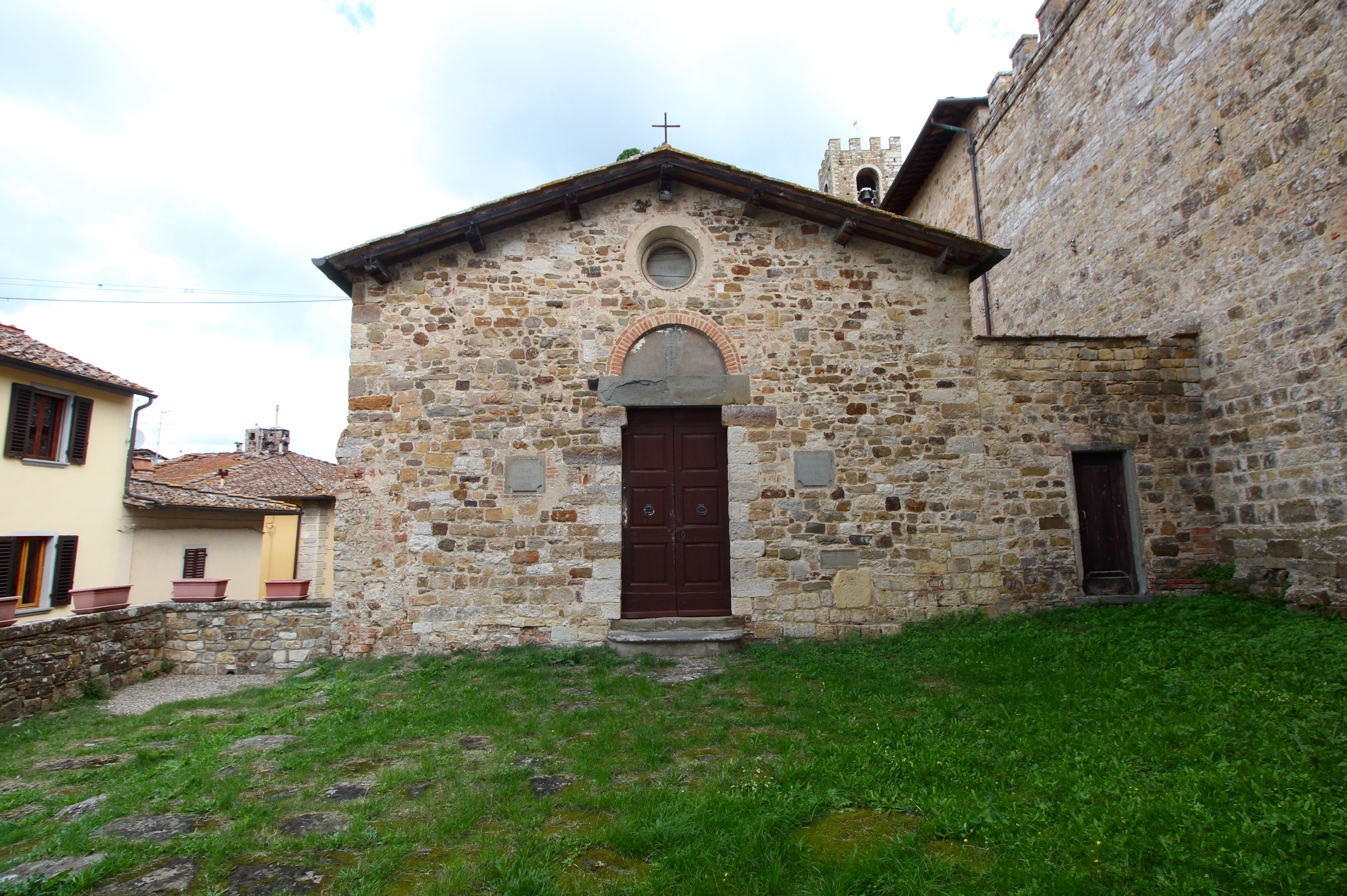
San Biagio
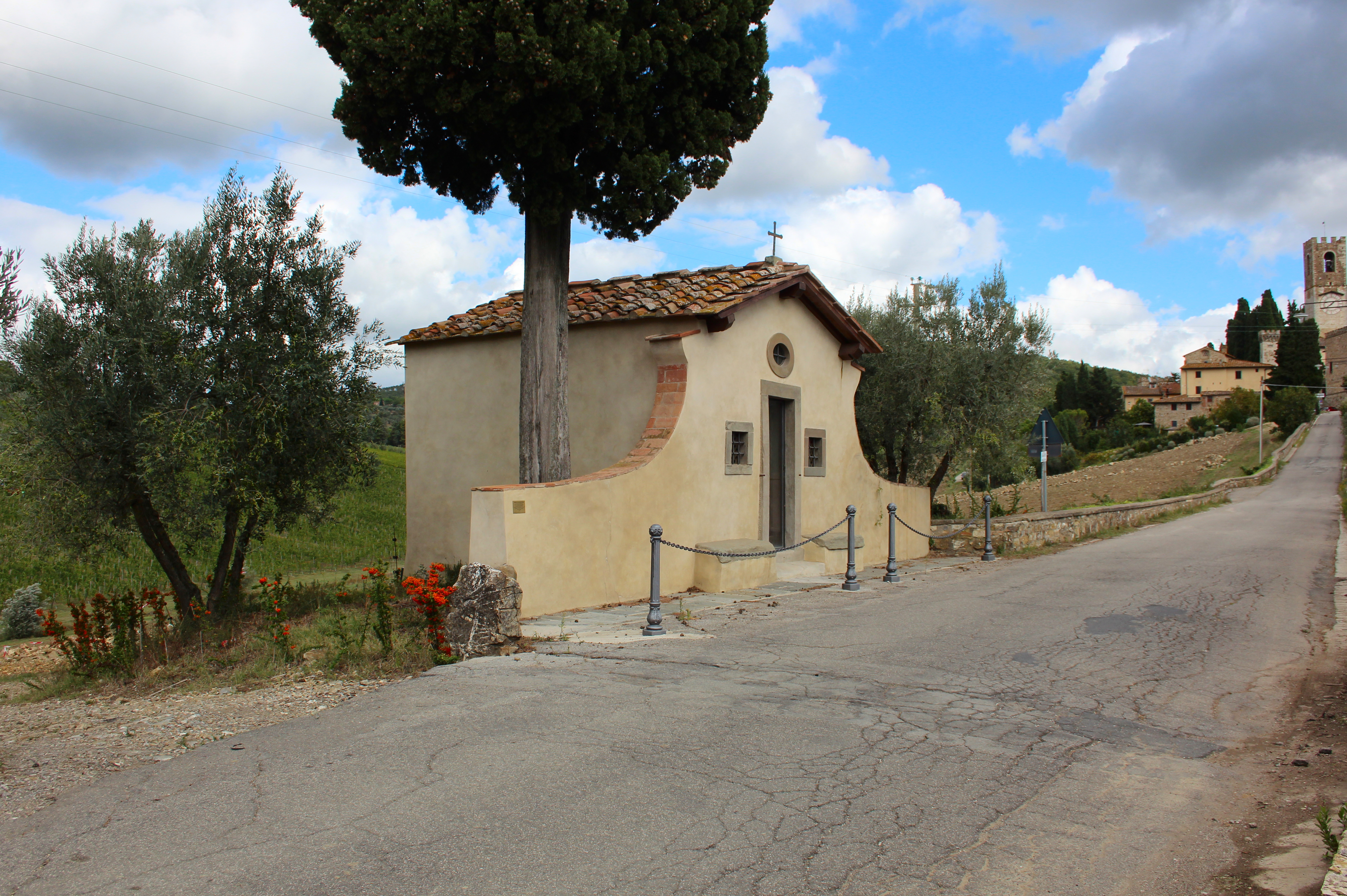
Cappella del Morandello
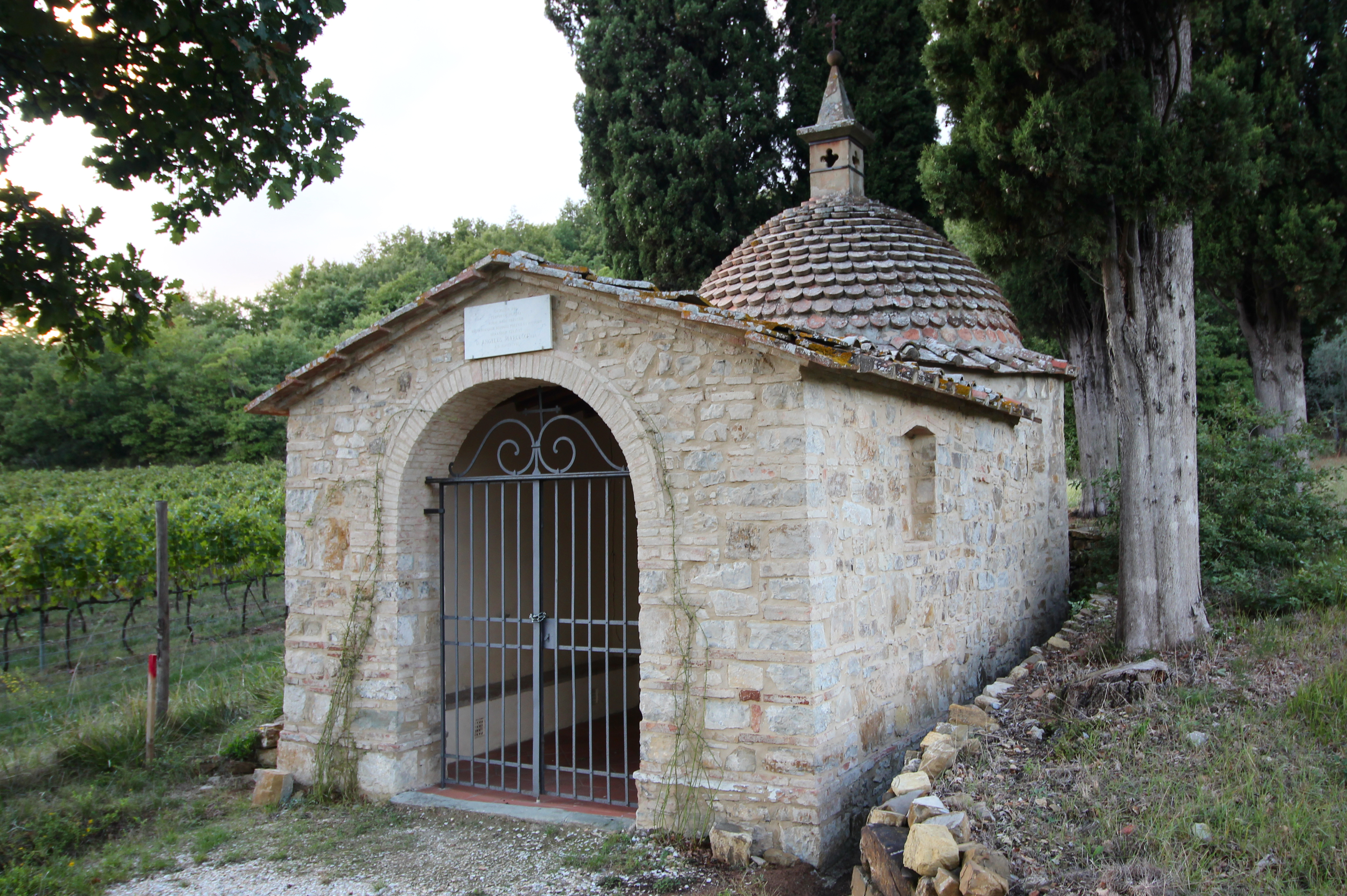
Cappella dei Pesci
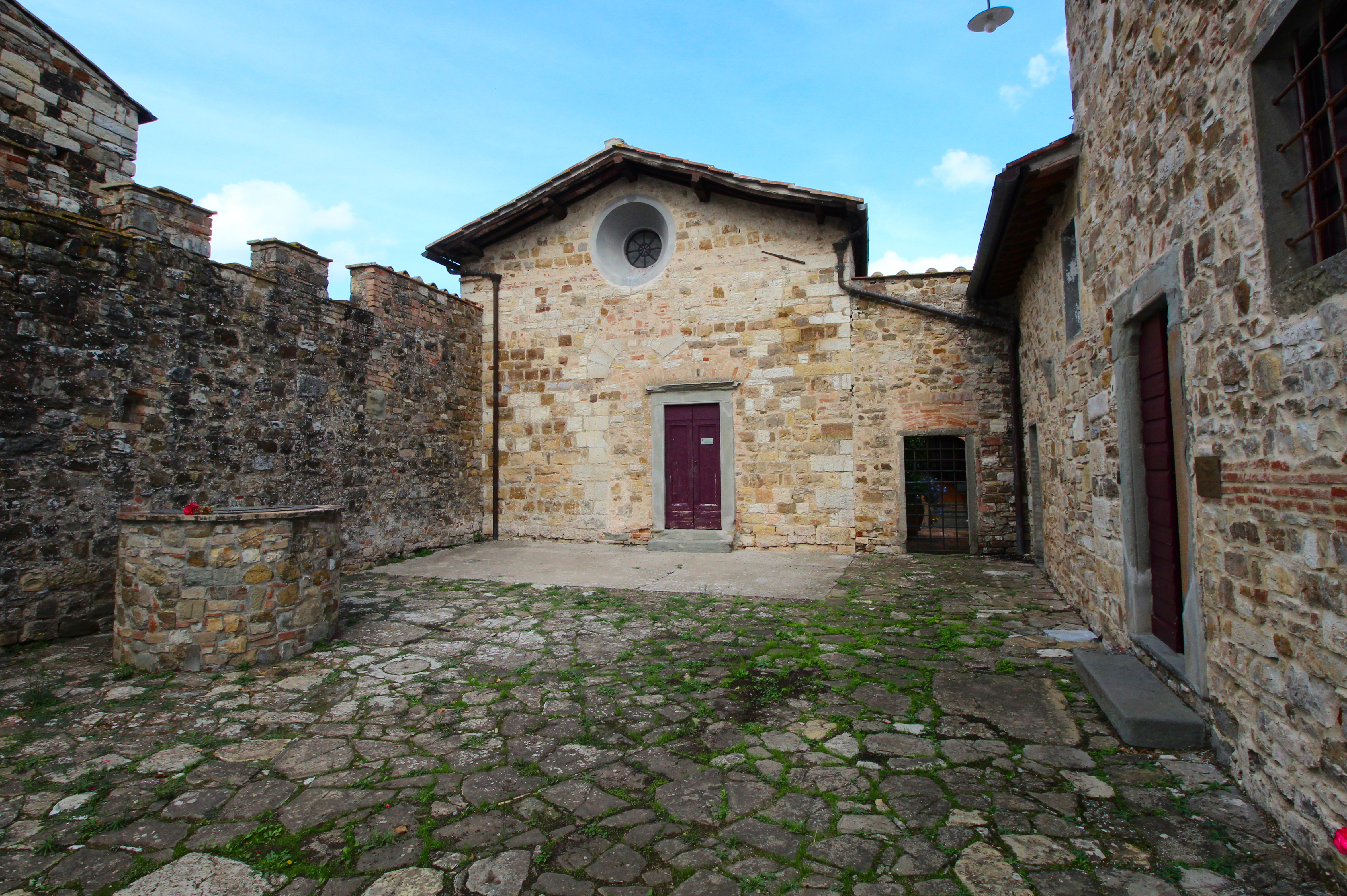
Sant’Andrea a Poggio al Vento

## Söhne und Töchter des Ortes
- Domenico Cresti, Il Passignano genannt, Maler (1559–1638)

## Verkehr
Der Ort liegt unweit der Schnellstraße RA 3, die Florenz mit Siena verbindet. Die Anschlussstelle Tavarnelle liegt etwa 5 km nordwestlich des Ortes, die Anschlussstelle San Donato etwa 5 km südwestlich.